# Fabian Griewel
Fabian Griewel (* 2. Februar 1997 in Lippstadt) ist ein deutscher Politiker (FDP). Er war von Juli 2024 bis März 2025 Mitglied des Deutschen Bundestages.

## Leben
Griewel wuchs in Welver auf. Nach seinem Abitur 2015 am Archigymnasium in Soest studierte er von 2016 bis 2019 Geographie und Geschichte an der Ruhr-Universität Bochum. Er schloss das Studium mit dem Bachelor of Arts ab. Anschließend studiert er Geographie, Geschichte und Bildungswissenschaften ebenfalls an der Universität in Bochum; er schloss das Studium 2021 mit dem Master of Education ab. Während seiner Studienzeit war er Stipendiat der Friedrich-Naumann-Stiftung für die Freiheit.
Beruflich war Griewel für die Deutsche Post sowie als Mitarbeiter von Abgeordneten im Landtag Nordrhein-Westfalen sowie im Europäischen Parlament tätig. Von 2022 bis zu seinem Einzug in den Bundestag 2024 arbeitete er als Manager für Public Affairs bei Axel Springer.
Griewel lebt in Soest und ist ehrenamtlich als Fußballschiedsrichter tätig.

## Politik
Griewel trat 2014 den Jungen Liberalen und im darauffolgenden Jahr der FDP bei. Er war von 2015 bis 2018 Mitglied des Landesvorstands der Jungen Liberalen Nordrhein-Westfalen sowie von 2018 bis 2019 Mitglied des Bundesvorstandes der Jungen Liberalen. Seit 2018 ist er Vorsitzender der FDP im Kreis Soest.
Bei den Kommunalwahlen in Nordrhein-Westfalen 2020 wurde er in den Kreistag des Kreises Soest gewählt. Er ist Vorsitzender der dortigen FDP-Fraktion.
Griewel kandidierte bei den Bundestagswahlen 2017 und 2021 im Bundestagswahlkreis Soest, verpasste jedoch jeweils zunächst den Einzug in den Bundestag. Er rückte am 16. Juli 2024 für Marie-Agnes Strack-Zimmermann in den Bundestag nach. Zur Bundestagswahl 2025 kandierte er erneut, schied aber auf Grund des Scheitern der FDP an der Fünf-Prozent-Hürde aus dem Bundestag aus.